# ショウリュウムーン
ショウリュウムーン（英語: Shoryu Moon）は、日本の競走馬、繁殖牝馬。主な勝ち鞍は2010年のチューリップ賞。2011年の京都牝馬S。2012年の朝日チャレンジC。名前の由来は昇竜に母の名前の一部であるムーン。

## 経歴

### 2009年
11月22日京都競馬場の新馬戦芝1400mで7番人気で2着に惜敗。2戦目は12月6日の阪神の未勝利戦で1番人気に推されるも3着に終わる。

### 2010年
3戦目の2月14日京都の未勝利戦で初勝利。次走のチューリップ賞は9番人気だったが、直線先頭のアパパネをゴール前差しきり重賞初挑戦で初制覇し桜花賞の優先出走権を獲得した。鞍上の兵庫県競馬所属の木村健にとってもJRA重賞初制覇となった。そして本番の桜花賞は直線追い込むも4着に敗れたが、オークスの優先出走権は確保した。オークスでは道中3番手でレースを進めたが17着と大敗した。古馬との初対戦となったクイーンステークスでは中団から追い上げたが5着に敗れた。秋華賞では中団でレースを進めたが16着と大敗した。鳴尾記念では2・3番手で進んだが5着だった。

### 2011年
年明けの1月5日、京都競馬初日の京都金杯では9着に終わったが、1月30日の京都牝馬ステークスではヒカルアマランサスに1馬身3/4差をつけて勝利し、チューリップ賞以来の重賞勝ちとなった。マイラーズカップでは終始後方のまま14着、そしてヴィクトリアマイルでも13着に終わった。クイーンステークスでは後方から追い上げるも5着に敗れた。ポートアイランドステークスでは内から抜け出すと、大外から伸びてきたロードバリオスにクビ差で勝利した。続くカシオペアステークスでは3着に終わった。

### 2012年
1月5日の京都金杯では中団から追い上げるも4着に敗れた。1月29日の京都牝馬ステークスでは中団待機から内ラチ沿いを突いて伸びてきたがドナウブルーの2着に敗れ、連覇はならなかった。一息入れて6月23日の米子ステークスでは1番人気に推され、中団でレースを進めるも15着に終わる。中京記念は好位5番手を追走し、直線抜け出すもののフラガラッハに差され2着。スワンステークスは直線伸びたものの6着だった。朝日チャレンジカップでは最後の直線で混戦から抜け出し優勝、重賞3勝目をあげた。

### 2013年
1月の京都金杯で6着。3月の中日新聞杯で16着に敗れたのを最後に、3月21日付けで競走馬登録を抹消、引退した。

### 引退後
引退後はノーザンファーム空港牧場で繁殖牝馬となった。2021年、初仔のショウリュウイクゾが日経新春杯を優勝し、産駒の重賞初制覇を果たした。
2024年より浦河町の高村牧場へ移動していたが、同年10月1日付で用途変更となり繁殖牝馬を引退した。2025年より功労馬繋養支援事業の助成対象馬となり、引き続き同地で繋養されている。

## エピソード
輸送が苦手で、特に東京競馬場に行くとストレスで蕁麻疹が出てしまうため、関西エリアの競馬場で出走していたという。

## 競走成績
| 年月日 | 年月日 | 年月日 | 競馬場 | 競走名             | 格   | 頭数 | オッズ （人気） | オッズ （人気） | 着順 | 騎手       | 斤量 [kg] | 距離（馬場）  | タイム （上り3F） | タイム 差 | 勝ち馬/（2着馬）        |
| 2009   | 11.    | 22     | 京都   | 2歳新馬            |      | 18   | 20.8            | 0（7人）        | 02着 | 佐藤哲三   | 54        | 芝1400m（良） | 1:22.2 (35.0)     | -0.1      | エアラフォン            |
|        | 12.    | 6      | 阪神   | 2歳未勝利          |      | 18   | 03.4            | 0（1人）        | 03着 | 佐藤哲三   | 54        | 芝1400m（良） | 1:23.3 (35.3)     | -0.3      | ブイコナン              |
| 2010   | 2.     | 14     | 京都   | 3歳未勝利          |      | 16   | 07.9            | 0（4人）        | 01着 | 小牧太     | 54        | 芝1600m（良） | 1:35.7 (34.8)     | -0.3      | （タガノサムアップ）    |
|        | 3.     | 6      | 阪神   | チューリップ賞     | GIII | 16   | 39.0            | 0（9人）        | 01着 | 木村健     | 54        | 芝1600m（良） | 1:36.1 (34.7)     | -0.1      | （アパパネ）            |
|        | 4.     | 11     | 阪神   | 桜花賞             | GI   | 18   | 11.9            | 0（5人）        | 04着 | 佐藤哲三   | 55        | 芝1600m（良） | 1:33.5 (34.0)     | -0.2      | アパパネ                |
|        | 5.     | 23     | 東京   | 優駿牝馬           | GI   | 18   | 05.2            | 0（2人）        | 17着 | 内田博幸   | 55        | 芝2400m（稍） | 2:33.0 (38.8)     | -3.1      | アパパネ サンテミリオン |
|        | 8.     | 15     | 札幌   | クイーンS          | GIII | 14   | 09.7            | 0（5人）        | 05着 | 四位洋文   | 52        | 芝1800m（良） | 1:47.9 (34.8)     | -0.3      | アプリコットフィズ      |
|        | 10.    | 17     | 京都   | 秋華賞             | GI   | 18   | 12.1            | 0（5人）        | 16着 | 四位洋文   | 55        | 芝2000m（良） | 1:59.6 (35.2)     | -1.2      | アパパネ                |
|        | 12.    | 4      | 阪神   | 鳴尾記念           | GIII | 12   | 20.9            | 0（7人）        | 05着 | 浜中俊     | 53        | 芝1800m（良） | 1:45.6 (34.9)     | -0.7      | ルーラーシップ          |
| 2011   | 1.     | 5      | 京都   | 京都金杯           | GIII | 16   | 10.0            | 0（6人）        | 09着 | 浜中俊     | 53        | 芝1600m（良） | 1:34.7 (34.2)     | -1.3      | シルポート              |
|        | 1.     | 30     | 京都   | 京都牝馬S          | GIII | 16   | 10.7            | 0（5人）        | 01着 | 浜中俊     | 53        | 芝1600m（良） | 1:33.7 (33.3)     | -0.3      | （ヒカルアマランサス）  |
|        | 4.     | 17     | 阪神   | マイラーズカップ   | GII  | 18   | 18.2            | 0（6人）        | 14着 | 浜中俊     | 55        | 芝1800m（良） | 1:33.9 (34.1)     | -1.6      | シルポート              |
|        | 5.     | 15     | 東京   | ヴィクトリアマイル | GI   | 17   | 37.2            | 0（6人）        | 13着 | 浜中俊     | 55        | 芝1600m（良） | 1:33.3 (35.5)     | -1.4      | アパパネ                |
|        | 8.     | 14     | 札幌   | クイーンS          | GIII | 14   | 12.4            | 0（4人）        | 05着 | 岩田康誠   | 55        | 芝1800m（良） | 1:46.8 (35.5)     | -0.2      | アヴェンチュラ          |
|        | 10.    | 2      | 阪神   | ポートアイランドS  | OP   | 15   | 04.2            | 0（2人）        | 01着 | 岩田康誠   | 53        | 芝1600m（良） | 1:34.4 (35.0)     | -0.0      | （ロードバリオス）      |
|        | 10.    | 30     | 京都   | カシオペアS        | OP   | 18   | 05.1            | 0（3人）        | 03着 | 小牧太     | 54        | 芝1800m（良） | 1:46.5 (34.4)     | -0.3      | ダイワファルコン        |
| 2012   | 1.     | 5      | 京都   | 京都金杯           | GIII | 16   | 08.5            | 0（4人）        | 04着 | 小牧太     | 54        | 芝1600m（良） | 1:33.2 (34.8)     | -0.3      | マイネルラクリマ        |
|        | 1.     | 29     | 京都   | 京都牝馬S          | GIII | 16   | 03.8            | 0（1人）        | 02着 | 小牧太     | 54        | 芝1600m（良） | 1:34.0 (34.7)     | -0.2      | ドナウブルー            |
|        | 6.     | 23     | 阪神   | 米子S              | OP   | 18   | 04.1            | 0（1人）        | 15着 | 小牧太     | 54        | 芝1600m（良） | 1:35.0 (33.8)     | -0.9      | フラガラッハ            |
|        | 7.     | 22     | 中京   | 中京記念           | GIII | 16   | 10.0            | 0（6人）        | 02着 | 小牧太     | 54        | 芝1600m（良） | 1:35.3 (35.6)     | -0.2      | フラガラッハ            |
|        | 10.    | 27     | 京都   | スワンS            | GII  | 16   | 46.7            | （15人）        | 06着 | 小牧太     | 54        | 芝1600m（良） | 1:20.8 (33.4)     | -0.3      | グランプリボス          |
|        | 12.    | 8      | 阪神   | 朝日チャレンジC    | GIII | 17   | 16.1            | 0（6人）        | 01着 | 秋山真一郎 | 54        | 芝1800m（良） | 1:46.6 (35.6)     | -0.0      | （アドマイヤタイシ）    |
| 2013   | 1.     | 5      | 京都   | 京都金杯           | GIII | 16   | 08.7            | 0（3人）        | 06着 | 秋山真一郎 | 55        | 芝1600m（良） | 1:34.3 (34.6)     | -0.8      | ダノンシャーク          |
|        | 3.     | 9      | 中京   | 中日新聞杯         | GIII | 18   | 17.4            | 0（8人）        | 16着 | 秋山真一郎 | 55        | 芝2000m（良） | 2:01.5 (36.9)     | -1.9      | サトノアポロ            |

## 繁殖成績
|       | 馬名                     | 誕生年 | 性 | 毛色   | 父               | 馬主             | 厩舎             | 戦績                  | 主な勝ち鞍        | 出典   |
| ----- | ------------------------ | ------ | -- | ------ | ---------------- | ---------------- | ---------------- | --------------------- | ----------------- | ------ |
| 初仔  | ショウリュウイクゾ       | 2016年 | 牡 | 栗毛   | オルフェーヴル   | 上田芳枝         | 栗東・佐々木晶三 | 17戦4勝（引退）       | 日経新春杯（GII） | [ 10 ] |
| 第2仔 | ショウリュウハル         | 2017年 | 牝 | 栗毛   | ジャスタウェイ   | 上田芳枝         | 栗東・佐々木晶三 | 10戦3勝（引退・繁殖） |                   | [ 11 ] |
| 第3仔 | ショウリュウレーヴ       | 2018年 | 牡 | 黒鹿毛 | ミッキーアイル   | 上田芳枝         | 栗東・佐々木晶三 | 12戦3勝（引退）       |                   | [ 12 ] |
| 第4仔 | ダノンソフィア           | 2019年 | 牝 | 鹿毛   | キタサンブラック | （株）ダノックス | 栗東・佐々木晶三 | 18戦2勝（引退）       |                   | [ 13 ] |
| 第5仔 | ダノンアルム             | 2021年 | 牝 | 鹿毛   | ミッキーアイル   | （株）ダノックス | 栗東・佐々木晶三 | 12戦0勝（現役）       |                   | [ 14 ] |
| 第6仔 | ショウリュウシエル       | 2022年 | 牝 | 栗毛   | エピファネイア   | 上田 芳枝        | 栗東・佐々木晶三 | 4戦0勝（現役）        |                   | [ 15 ] |
| 第7仔 | ショウリュウムーンの2023 | 2023年 | 牡 | 鹿毛   | ダノンキングリー |                  |                  | （デビュー前）        |                   | [ 16 ] |
| 第8仔 | ショウリュウムーンの2024 | 2024年 | 牡 | 栗毛   | サリオス         |                  |                  |                       |                   | [ 17 ] |

- 2025年4月18日現在

## 血統表
| ショウリュウムーンの血統        | ショウリュウムーンの血統              | ショウリュウムーンの血統        | （血統表の出典）                | （血統表の出典）  |
| 父系                            | ミスタープロスペクター系              | ミスタープロスペクター系        | ミスタープロスペクター系        |                   |
| 父 キングカメハメハ 2001 鹿毛   | 父の父Kingmambo 1990 鹿毛             | Mr. Prospector                  | Raise a Native                  | Raise a Native    |
| 父 キングカメハメハ 2001 鹿毛   | 父の父Kingmambo 1990 鹿毛             | Mr. Prospector                  | Gold Digger                     |                   |
| 父 キングカメハメハ 2001 鹿毛   | 父の父Kingmambo 1990 鹿毛             | Miesque                         | Nureyev                         | Nureyev           |
| 父 キングカメハメハ 2001 鹿毛   | 父の父Kingmambo 1990 鹿毛             | Miesque                         | Pasadoble                       |                   |
| 父 キングカメハメハ 2001 鹿毛   | 父の母*マンファス Manfath 1991 黒鹿毛 | *ラストタイクーン Last Tycoon   | *トライマイベスト               | *トライマイベスト |
| 父 キングカメハメハ 2001 鹿毛   | 父の母*マンファス Manfath 1991 黒鹿毛 | *ラストタイクーン Last Tycoon   | Mill Princess                   |                   |
| 父 キングカメハメハ 2001 鹿毛   | 父の母*マンファス Manfath 1991 黒鹿毛 | Pilot Bird                      | Blakeney                        | Blakeney          |
| 父 キングカメハメハ 2001 鹿毛   | 父の母*マンファス Manfath 1991 黒鹿毛 | Pilot Bird                      | The Dancer                      |                   |
| 母 ムーンザドリーム 2002 黒鹿毛 | 母の父ダンスインザダーク 1993         | *サンデーサイレンス             | Halo                            | Halo              |
| 母 ムーンザドリーム 2002 黒鹿毛 | 母の父ダンスインザダーク 1993         | *サンデーサイレンス             | Wishing Well                    |                   |
| 母 ムーンザドリーム 2002 黒鹿毛 | 母の父ダンスインザダーク 1993         | *ダンシングキイ                 | Nijinsky                        | Nijinsky          |
| 母 ムーンザドリーム 2002 黒鹿毛 | 母の父ダンスインザダーク 1993         | *ダンシングキイ                 | Key Partner                     |                   |
| 母 ムーンザドリーム 2002 黒鹿毛 | 母の母ミヨシチェリー 1989             | *メンデス                       | *ベリファ                       | *ベリファ         |
| 母 ムーンザドリーム 2002 黒鹿毛 | 母の母ミヨシチェリー 1989             | *メンデス                       | Miss Carina                     |                   |
| 母 ムーンザドリーム 2002 黒鹿毛 | 母の母ミヨシチェリー 1989             | ミズノコマチ                    | *フィダルゴ                     | *フィダルゴ       |
| 母 ムーンザドリーム 2002 黒鹿毛 | 母の母ミヨシチェリー 1989             | ミズノコマチ                    | ラインランド                    |                   |
| 母系(F-No.)                     | ビューチフルドリーマー系(FN:12)       | ビューチフルドリーマー系(FN:12) | ビューチフルドリーマー系(FN:12) | [ § 2 ]           |
| 5代内の近親交配                 | Northern Dancer 5･5×5                 | Northern Dancer 5･5×5           | Northern Dancer 5･5×5           | [ § 3 ]           |
| 出典                            | 1. 2. 3.                              | 1. 2. 3.                        | 1. 2. 3.                        | 1. 2. 3.          |

- 4代母ラインランドの孫にタケホープ、タケフブキがいる。